# سيرجيو سيليبيداش
سيرجيو سيليبيداش (بالإنجليزية: (Sergiu Celibidache))‏ هو مؤلف ومايسترو روماني مشهور في مجال الموسيقى الكلاسيكية. وُلد في 28 يونيو 1912 وتوفي في 14 أغسطس 1996. كان يعتبر واحدًا من أكثر الموسيقيين تأثيرًا في القرن العشرين.
سيليبيداش كان معروفًا بأسلوبه الموسيقي الفريد والتقنيات التوجيهية التي استخدمها أثناء قيادته للأوركسترا. كان يؤمن بأن الموسيقى يجب أن تكون تجربة حية وفريدة من نوعها في كل أداء، ولهذا السبب كان يميل إلى تفضيل الأداء المباشر على الاستوديوهات التسجيل. واشتهر بأدائه العاطفي والمليء بالتفاصيل.
عمل تشيليبيداكي مع العديد من الأوركسترات العالمية الكبرى خلال مسيرته المهنية، وقاد أداءً لعدد كبير من الأعمال الموسيقية الكلاسيكية. على الرغم من أنه لم يسجل العديد من الألبومات، إلا أن تأثيره على عالم الموسيقى والطريقة التي تم فيها تنفيذ الأعمال الكلاسيكية لا يزال له تأثير كبير حتى اليوم.